# Gunnar Nielsen (atlet)
 Der er flere personer med dette navn, se Gunnar Nielsen.
Niels Gunnar Nielsen (født 25. marts 1928 i København, død 29. maj 1985 smst.) var en dansk atlet, der i sin tid var en af verdens bedste mellemdistanceløbere. 

## Atletikkarriere
Gunnar Nielsen stillede op for Østerbroklubben Københavns Idræts Forening og fostredes i klubbens lokalafdeling på Amager.
Nielsen blev første gang dansk mester i 1949, hvilket skete på 800 m-distancen. Han blev herefter dansk mester på denne distance hvert år frem til og med 1956, og han blev desuden mester på 1500 meter fra 1952 ligeledes til og med 1956. Han blev tillige dansk mester i femkamp i 1955. I 1950'erne blev Gunnar Nielsen Danmarks hidtil største løbernavn og den eneste danskfødte løber til at sætte to officielle verdensrekord; på 880 yards med 1.48,6 minutter, på Østerbro Stadion i 1954, og på 1500 meter med 3.40,8 minutter i Oslo i 1955 samt en uofficiel verdensrekord på 1 mile indendørs. Han var i denne periode stærkt medvirkende til at der på Østerbro Stadion kunne afholdes internationale atletikstævner med høje tilskuertal.
Gunnar Nielsen deltog i tre store mesterskaber: to olympiske lege og et europamesterskab. Han fik sit gennembrud ved OL 1952 i Helsinki, hvor han var tilmeldt i 800- og 1500 m-løbene, men deltog dog kun i førstnævnte konkurrence. Her blev han nummer to i sit indledende heat, hvorpå han vandt sin semifinale. I finalen var det amerikanske Mal Whitfield, der var bedst og sikrede sig guldet foran jamaicaneren Arthur Wint, mens der var tæt kamp om bronzen mellem Nielsen og tyske Heinz Ulzheimer, der sikre sig medaljen med under en tiendedel af et sekund, begge noteret for tiden 1.49,7 minutter. Efter OL så 6000 tilskuere ham ved KIF's 60 års jubilæumsstævne, hvilket dengang betød et næsten fyldt Østerbro Stadion. På 1000 meter vandt svenskeren Olle Åberg, der dog måtte sætte ny verdensrekord for at besejre Gunnar Nielsen; tidsforskellen var kun 0,5 sekund.
Ved europamesterskabet i atletik i 1954 i Bern præstede han sit største internationale resultat, da han vandt sølv i 1500 meter efter briten Roger Bannister, og med tiden 3.44,4 minutter satte han her ny dansk rekord. 
Ved sit sidste store internationale stævne deltog han i 1956 i OL i Melbourne, hvor han stillede op i begge sine favorit discipliner. På 800 m vandt han sit indledende heat, men han stillede ikke til start i semifinalen, fordi han ikke var på toppen ved legene på grund af skader og sygdom, og han valgte at koncentrere sig om 1500 meteren. På 1500 meteren blev han nummer fire i sit indledende heat, hvorpå det blev til en tiendeplads i finalen med tiden 3.48,80 minutter.
Han var den første dansker til at løbe en drømmemil, idet han i 1956 løb en engelsk mil på tiden 3.59,2 sekunder (Bannister havde brudt 4 minutters-grænsen to år forinden).

## Anden karriere
I sit civile liv var Gunnar Nielsen typograf i Det Berlingske Hus. Han døde af leukæmi som 57-årig.

## Resultater

### Europamesterskaber
- Sølv 1954, 1500 meter 3.44.,4

### Danske mesterskaber
- Guld 1956, 800 meter 1.54,1
- Guld 1956, 1500 meter 3.50,6
- Guld 1955, 800 meter 1.53,9
- Guld 1955, 1500 meter 3.54,2
- Guld 1955, Femkamp 3211p
- Guld 1954, 800 meter 1.55,9
- Guld 1954, 1500 meter 3.56,6
- Guld 1953, 800 meter 1.54,2
- Guld 1953 1500 meter 3.57,8
- Guld 1952, 800 meter 1.51,4
- Guld 1952, 1500 meter 3.52,0
- Guld 1951, 800 meter 1.52,7
- Guld 1950, 800 meter 1.55,0
- Guld 1949, 800 meter 1.53,5
- Guld 1948, 1500 meter junior-20 år 4.22,8

### Placeringer påTrack and Field Newsverdensranglister
1952
- 800 meter – nummer 4
- 1500 meter – nummer 10

1953
- 800 meter – nummer 9
- 1500 meter – nummer 10

1954
- 800 meter – nummer 2
- 1500 meter – nummer 4

1955
- 1500 meter – nummer 4
- 800 meter – nummer 5

1956
- 800 meter – nummer 10

### Personlige rekorder
- 800 meter: 1.47,5 (7. august 1955 i København)
- 880 yards: 1.48,6 (verdensrekord i 1954)
- 1000 meter: 2.20,5 (3. juli 1955 i Berlin)
- 1500 meter: 3.40,8 (tangeret verdensrekord i 1956)
- En mile (1.609 m): 3.59,2 (2. juli 1956 i Compton, Californien)
- En mile (indendørs): 4.03,6 (verdensrekord i Madison Square Garden, New York 1955)
- 3000 meter: 8.12,6 (1956)